# پیتر باح
پیتر باح (انگلیسی: Peter Baah؛ زادهٔ ۱ مهٔ ۱۹۷۳) بازیکن فوتبال اهل بریتانیا است.
از باشگاه‌هایی که در آن بازی کرده‌است می‌توان به باشگاه فوتبال نورتویچ ویکتوریا، باشگاه فوتبال بلکبرن روورز، و باشگاه فوتبال فولام اشاره کرد.